# Chiesa di Santa Maria Assunta (Montescudaio)
La chiesa di Santa Maria Assunta è un edificio religioso che si trova a Montescudaio.

## Storia e descrizione
Menzionata nel 1092 e attestata anche nel XIV secolo, nel 1416 la chiesa di Sant'Andrea in Castello ereditò il titolo del soppresso monastero femminile intitolato alla Vergine. Fino al 1837 la chiesa di Montescudaio conservò un doppio titolo: era la pieve di Sant'Andrea e, contemporaneamente, l'abbazia di Santa Maria Assunta. Il terremoto che nel 1846 rase al suolo la parte alta del paese distrusse anche la chiesa.
La nuova chiesa, dedicata a Santa Maria Assunta, fu costruita dal 1854 al 1857. Più ampia della precedente e con pianta a croce latina conclusa dall'abside, ha la facciata rivolta ad ovest, preceduta da un'ampia scalinata. All'interno si trovano una statua settecentesca in marmo dipinto raffigurante San Francesco di Paola, di autore ignoto, e una tela con l'Annunciazione, attribuita a scuola veneziana del Seicento.